# Parafia Macierzyństwa Najświętszej Maryi Panny w Zbąszynku
Parafia Macierzyństwa Najświętszej Maryi Panny w Zbąszynku – rzymskokatolicka parafia, położona w dekanacie Babimost, diecezji zielonogórsko-gorzowskiej, metropolii szczecińsko-kamieńskiej w Polsce, erygowana w 1957 roku z terenu parafii świętych Apostołów Szymona i Judy Tadeusza w Kosieczynie.

## Obszar parafii
Terytorium parafii:  Bronikowo, Chlastawa, Nowy Gościniec, Zbąszynek.